# 30 Days of Night: Dark Days
30 Days of Night: Dark Days és una pel·lícula de terror estatunidenca dirigida per Ben Ketai, estrenada el 2010. És la seqüela de 30 Days of Night.

## Argument
Després haver sobreviscut un any a la massacre de Barrow a Alaska, Stella Olemaun (Kiele Sanchez) es trasllada a Los Angeles, on vol atreure l'atenció de la població local de vampirs i vol a qualsevol preu fer sortir la veritat sobre el que realment va passar a Alaska. Ningú no la creu. Continua estant determinada a venjar la mort del seu marit, Eben.
Llavors troba un grup de persones que han viscut la mateixa cosa que ella... S'assabenta llavors que el verdader responsable de la massacre a Barrow és Lilith (Mia Kirshner), una potent vampir que tothom tem... Ajudada per Paul (Rhys Coiro), Amber (Diora Baird) i Todd (Harold Perrineau), Stella és més determinada que mai tenir unes paraules amb la responsable...

## Repartiment
- Mia Kirshner: Lilith
- Kiele Sanchez: Stella Oleson
- Diora Baird
- Monique Ganderton: Betty
- Harold Perrineau
- Rhys Coiro: Paul
- Ben Cotton: Dane
- Jody Thompson: Peggy

## Al voltant de la pel·lícula
- Kiele Sanchez va reemplaçar Melissa George al paper de Stella Oleson.
- Contràriament a la primera part, aquesta va sortir directament en DVD.
- Mentre que la primera part va costar 30 milions de dòlars, aquesta no ha costat més que 2 milions de dòlar, o sigui 28 milions de dòlars menys.
- L'última escena de la primera pel·lícula on Eben mor cremat sota el sol ha estat refeta per a aquesta pel·lícula però, al lloc de Melissa George, surt Kiele Sanchez.